# Cesta, Ajdovščina
Cesta je obcestno naselje v Občini Ajdovščina. Vas leži v srednjem delu Vipavske doline, severno od Vipavskega Križa in zahodno od Ajdovščine. Vas je ime dobila po cesti, ki je že v prazgodovini povezovala severno obalo Jadranskega morja z notranjostjo celine. Razprostira se na obeh straneh regionalne ceste Ajdovščina - Nova Gorica. Deli se tri dele, Dolenjo, Srednjo in Novo vas; ki se delijo še na manjše zaselke, Olivše, Lozice, Otkovše, Ribnik, Geben, Jovhovno, Bone, Namškarco, Petrgalovše, Brajdo, Dulano vas in Miklavše.
Pravih kmetov v vasi ni več, čeprav nekateri prebivalci redijo več domačih živali kot so kokoši, koze in prašiči. Na Cesti je veliko obrtnikov in samostojnih podjetnikov, ki se ukvarjajo z različnimi dejavnostmi kot so avtomehaništvo, avtoprevoznoštvo, frizerstvo, kamnoseštvo, mizarstvo, kovinarstvo, zidarstvo, ... V vasi sta tudi trgovina in bife, športno in otroško igrišče ter balinišče. Krajani so ustanovili tudi športno-kulturno društvo Vrnivec. Vsako leto okoli 2. junija poteka proslava v spomin žrtvam požiga vasi v drugi svetovni vojni. Poleti krajevna skupnost organizira zabavo ob potoku Vrnivec. Sestava tal v okolici Ceste je večji del omejena na fliš in apnenec, na katerem so nanosi bližnjih potokov in sicer vzhodno od vasi Jevščka in zahodno Vrnivca.

## Zgodovina
V prejšnjih stoletjih so v vasi živele tri bogate in plemenite rodbine. V Nemškarci je živela rodbina von Nihezhoffen, ki je imela v lasti zaselek s kapelo, mitnico in stražnim stolpom (danes ne obstajata več). Nekdaj je bil v zaselku tudi hlev poštne službe. Poštna pot je vodila skozi Hrušico do Ljubljane. Na Petrgalovšu je živela rodbina L'etergallo. Kasneje se je tu naselil knez Borzia, dobrotnik revežev. Na Cesti je živel vitez Zweckenburg. Njegovo posestvo je zajemalo zemljišče na Cesti in v Lokavcu. V 19. stoletju je imela vas poštni urad, v začetku 20. stoletja pa je bila zgrajena železniška postaja. V času prve svetovne vojne je bila Cesta zbirališče ranjencev Soške fronte. Iz maščevanja do partizanov so 2. junija 1944 v vas vdrli Nemci in Italijani in jo požgali, ljudi pa izgnali. Iz tega tragičnega dogodka sledi tudi anekdota: Edina hiša, ki je ostala nepožgana in je še vedno najstarejša hiša v vasi, je bila hiša v Petrgalovšu. Takratni lastnik je namreč znal nemško in je vojakom dejal, da tam ni več Cesta, temveč Petrgalovše, čeprav je bila hiša pisana pod Cesto. Vojaki so sprejeli to obrazložitev in hiše niso požgali.

## Prebivalstvo
Etnična sestava 1991:
- Slovenci: 469 (99,1%)
- Srbi: 2
- Jugoslovani 1
- Neznano: 1